# Козина, Марьян
Марьян Козина (словен. Marjan Kozina; 4 июня 1907 — 19 июня 1966) — словенский композитор, один из выдающихся словенских композиторов XX века. Известен как автор симфонии, составлявшейся в первые послевоенные годы; единственной его авторства оперы «Эквинокс» (1943), двух балетов начала 1950-х и музыки к фильму «На своей земле», позже переработанной в сюиту для оркестра. Первый художественный руководитель симфонического оркестра Словенской филармонии в 1947—1950 годах.

## Биография
Родился в Ново-Месте в музыкальной семье. Изучал в Любляне философию и математику, увлекался игрой на скрипке и фортепиано. Окончил Венскую консерваторию в 1930 году как композитор, в Праге изучал дирижёрское искусство и искусство композиции. В 1932—1934 годах работал в Люблянской и Мариборской операх, а также в музыкальном обществе Марибора. В 1940—1943 годах и 1945—1947 годах преподаватель Музыкальной академии в Белграде.
Во время Второй мировой войны его дом был разбомблен, а жену арестовали гестаповцы. С сентября 1943 года Козина был в рядах югославских партизан. В 1948 году возглавил Словенский филармонический оркестр (или симфонический оркестр Словенской филармонии), в 1951 году стал профессором Музыкальной академии Любляны. В 1953 году избран в Словенскую академию наук и искусств. Жил и занимался творчеством в Нове-Месте и Тршке-Горе до конца своих дней.

## Творчество
В 1940—1943 годах Козина писал либретто его единственной оперы «Эквинокс», основанной на пьесе Иво Войновича. Перед тем, как уйти в партизанские ряды, он спрятал либретто в саду, закопав в землю, чтобы не потерять во время войны ценные документы. В мае 1946 года оперу поставили в Люблянском оперном театре, а в 1948 году он был удостоен престижнейшей премии Франце Прешерна. Однако главный вклад Козины в словенскую симфоническую музыку представляет симфония из четырёх частей, которые являются сами по себе симфоническими поэмами — это «Белая Краина» (1946), «Гора Илова» (1947), «Павшим» (1948) и «К морю» (1949). Первая часть, «Белая Краина», является наиболее известным послевоенным словенским симфоническим произведением, которое исполнялось всеми известными музыкальными коллективами Словении и с помощью разных инструментов (от духовых до аккордеона). Вся симфония исполняется очень редко.
Козина является также автором балетов «Сказки о горянцах» (1952—1961) и «Диптихон» (1952), музыки к фильмам «На своей земле» (1948), «Кекец» (1951), «Долина мира» (1956) и других произведений. Писал многократно статьи о музыке и эстетике, роли искусства и художника в современном мире. Перевёл ряд романов, дневников и отзывов экспертов о произведениях искусства. Автор вокальных произведений — «Баллада Петрицы Керемпуха» (1939), «Лепа Вида» (1939), «Тлака» (1956) и «Четыре китайские миниатюры» (1955); ряда хоровых вокальных произведений о партизанах — «Встань, молодёжь» (1946), «Кузница» (1948), «Отечество» (1957), «Эй, товарищи» (1947) и т.д.

## Награды
- Премия Франце Прешерна (1948)
- Премия Трдины (1956)
- Премия «Золотая арена» за лучшую музыку к фильму (1956)

## Память
- Именем Марьяна Козины названа премия[англ.] лучшим дирижёрам Словении.
- С 1970 года имя Марьяна Козины носит улица в Ново-Месте; в 1971 году там был установлен бронзовый бюст композитора (скульптор Зденко Калин). Также имя Козины носит музыкальная школа в Ново-Месте.
- В 2007 году был снят документальный фильм о Марьяне Козине, а в Ново-Месте прошли памятные мероприятия.
- 13 января 2008 года большому залу Люблянской филармонии присвоено имя Марьяна Козины.